# Tauț, Arad
Tauț este satul de reședință al comunei cu același nume din județul Arad, Crișana, România.

## Așezare
Localitatea Tauț este situată în zona de contact a Dealurilor Cigherului cu Munții Zărandului, în bazinul hidrografic al râului Cigher, la o distanță de 55 km față de municipiul Arad.

## Istoric
Prima atestare documentară a localității Tauț datează din anul 1272.

## Economia
Economia este una predominant agrară dar cunoaște în prezent o dinamică puternică, cu creșteri importante semnalate
în toate sectoarele de activitate. În ultimii ani turismul și activitățile din sectorul economic terțiar ocupă ponderi importante în spectrul economic al
așezării.

## Turism
Potențialul turistic al comunei este unul de excepție. Prezența lacului de acumulare "Tauț" a favorizat dezvoltarea unei zone turistice de mare valoare nu numai pentru localitate ci și pentru întregul județ. Aici s-a dezvoltat un adevărat sat de vacanță,
lacul fiind principalul element de atracție al zonei. Investițiile mari făcute în construirea caselor de vacanță au dat startul
dezvoltării turismului rural. Un alt obiectiv turistic important este cetatea medievală de la Tauț, cetate prevăzută cu valuri
de apărare și datată din secolele XIII-XV.
- Lacul de acumulare "Tauț", inclusiv satul de vacanță.
- Cetatea Tauț - medievală cu valuri de apărare, datată din secolele XIII-XV.
- Rezervația naturală Stejărișul Panic (2,2 ha).

## Imagini

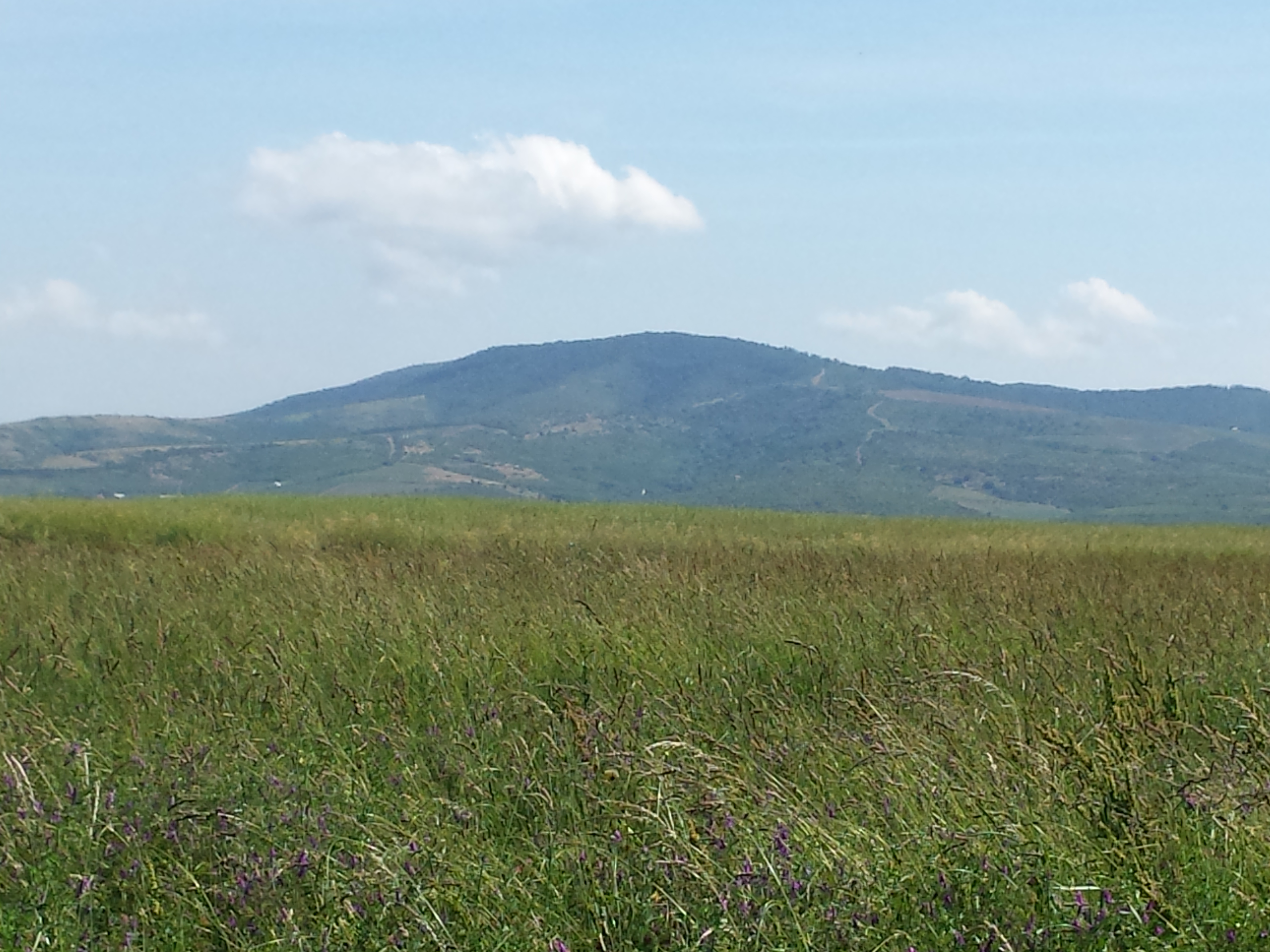
O zona cu adevarat pitoreasca a mediului rural din jurul Tautului, Arad
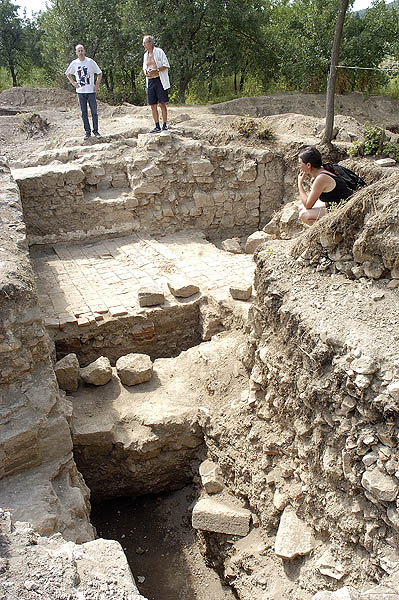
Cetatea Taut, Arad